# Symétroèdre

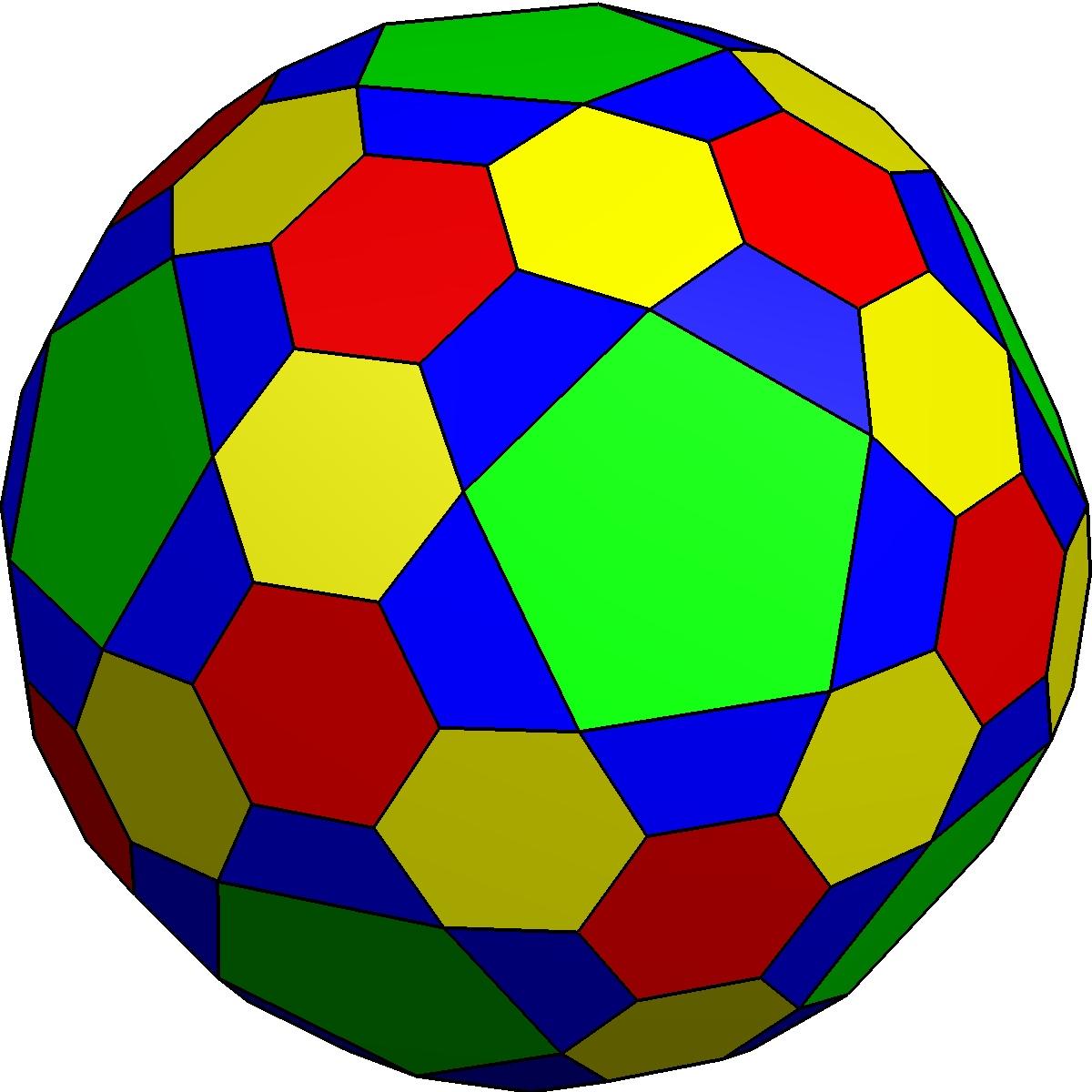
Symétroèdre « à nœud papillon » ; les faces régulières sont pentagonales et hexagonales.

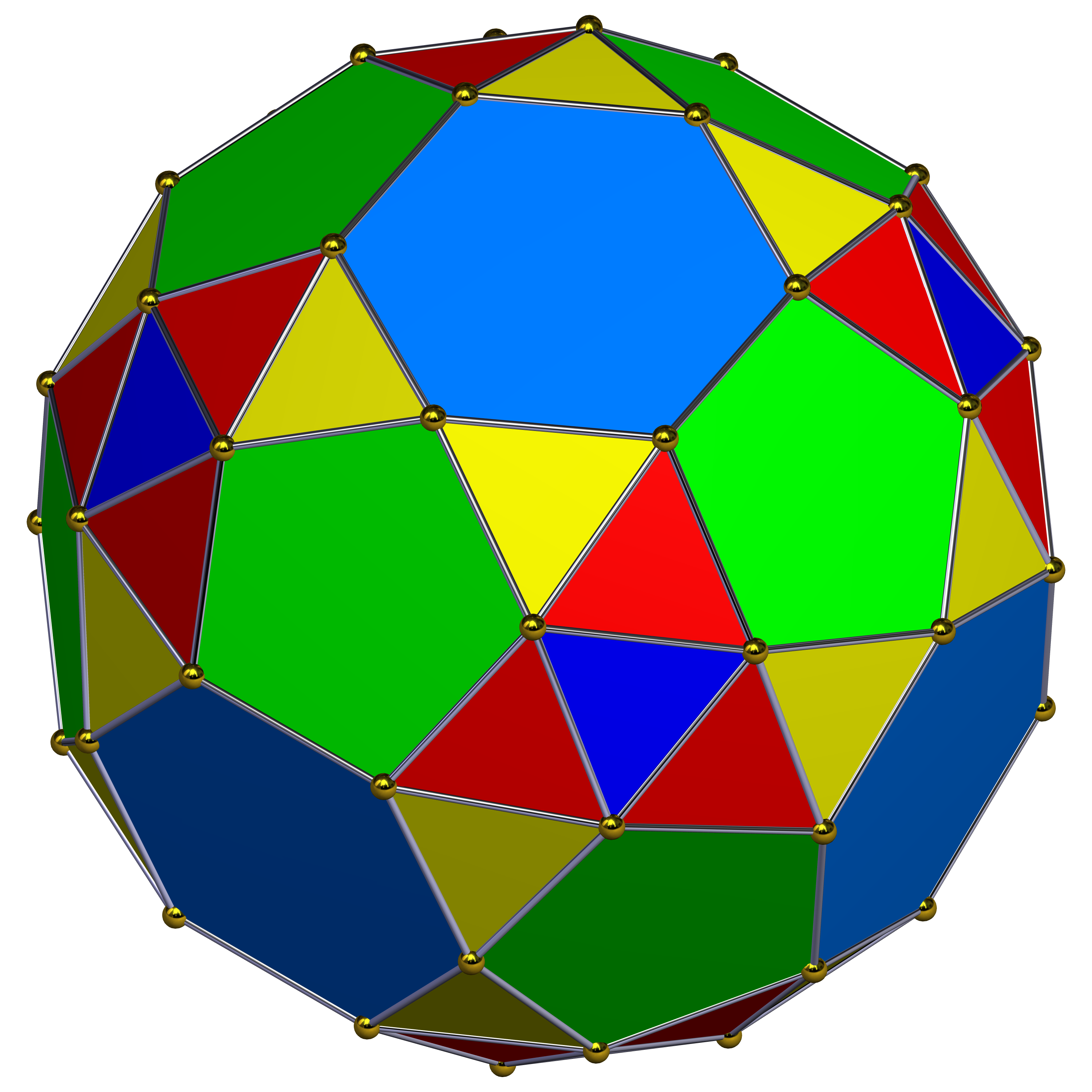
Symétroèdre à symétrie pyritoédrique.

En géométrie, un symétroèdre est un polyèdre convexe ayant de nombreuses symétries, les faces traversées par les axes de rotation étant des polygones réguliers convexes, et les faces remplissant les interstices entre ces faces régulières pouvant être irrégulières. L'appellation symétroèdre a été donnée par Craig S. Kaplan et George W. Hart .
Cette notion inclut les cas triviaux des solides de Platon, et des solides d'Archimède, dont toutes les faces sont régulières. Lorsque les faces d'interstices sont trapézoïdales, les symétroèdres sont dits « à nœud papillon ». D'autres symétroèdres ont des faces d'interstice en cerfs-volants.